# دون پاسکوال (فیلم)
دون پاسکوال (انگلیسی: Don Pasquale) یک تله‌تئاتر استرالیایی به کارگردانی آلن برک است که در سال ۱۹۶۲ منتشر شد. این نمایش تلویزیونی بر پایهٔ دون پاسکوال ساخته شده‌است.

## بازیگران
- پیتر بیلی در نقش «ارنست»
- الن اِدی در نقش «دون پاسکوال»
- جان گرمین در نقش «مالاتستا»
- رُزالیند کین در نقش «نورینا»